# لوبيناو
لوبناو (بالألمانية: Lübbenau) هي مدينة و بلدة ألمانية تقع في ألمانيا في براندنبورغ.[بحاجة لمصدر]

## المدن التوأمة
مدن Halluin، Pniewy، أور-إركنشفيك، Nowogród Bobrzański و Świdnica هي مدن توأمة لـلوبناو.